# جان رابرتس (بازیکن فوتبال، زاده ۱۸۵۷)
جان رابرتس (انگلیسی: John Roberts؛ ۱۸۵۷) بازیکن فوتبال اهل بریتانیا بود.
وی همچنین در تیم ملی فوتبال ولز بازی کرده‌است.